# TOGAF

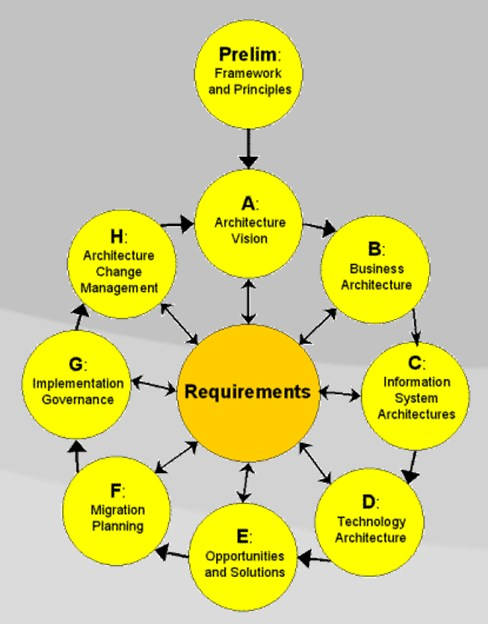
TOGAF 아키텍처 개발 방법(ADM)의 구조.

TOGAF(Open Group Architecture Framework, 오픈 그룹 아키텍처 프레임워크)는 2020년 기준 엔터프라이즈 아키텍처에 가장 많이 사용되는 프레임워크로, 엔터프라이즈 정보 기술 아키텍처를 설계, 계획, 구현 및 관리하기 위한 접근 방식을 제공한다. TOGAF는 설계에 대한 높은 수준의 접근 방식이다. 일반적으로 비즈니스, 애플리케이션, 데이터 및 기술의 네 가지 수준으로 모델링된다. 이는 모듈화, 표준화, 그리고 이미 존재하고 입증된 기술 및 제품에 크게 의존한다.
TOGAF는 미국 국방부의 TAFIM과 Capgemini의 IAF(Integrated Architecture Framework)를 기반으로 오픈 그룹이 1995년에 개발하기 시작했다. 오픈 그룹은 2016년 기준으로 글로벌 50 기업의 80%, 포춘 500 기업의 60%가 TOGAF를 사용하고 있다고 주장한다.